# Fritz Bondroit
Fritz Bondroit (26 de marzo de 1912-19 de septiembre de 1974) fue un deportista alemán que compitió en piragüismo en la modalidad de aguas tranquilas.
Participó en los Juegos Olímpicos de Berlín 1936, obteniendo una medalla de plata en la prueba de K2 1000 m. Ganó una medalla de oro en el Campeonato Europeo de Piragüismo de 1934.

## Palmarés internacional
| Juegos Olímpicos   | Juegos Olímpicos       | Juegos Olímpicos | Juegos Olímpicos |
| Año                | Lugar                  | Medalla          | Competición      |
| ------------------ | ---------------------- | ---------------- | ---------------- |
| 1936               | Berlín ( Alemania)     | Medalla de plata | K2 1000 m        |
| Campeonato Europeo |                        |                  |                  |
| Año                | Lugar                  | Medalla          | Competición      |
| 1934               | Copenhague (Dinamarca) | Medalla de oro   | K2 1000 m        |